# Ranunculus szowitsianus
Ranunculus szowitsianus là một loài thực vật có hoa trong họ Mao lương. Loài này được Boiss. miêu tả khoa học đầu tiên.